# دروهان غلال (تشين)
دروهان غلال (بالفارسية: دروهان گلال) هي قرية تقع في إيران في قسم تشین الريفي.